# (6927) Tonegawa
(6927) Tonegawa ist ein Asteroid des Hauptgürtels, der am 2. Oktober 1994 von den japanischen Amateurastronomen Kin Endate und Kazurō Watanabe am Kitami-Observatorium (IAU-Code 400) auf Hokkaidō entdeckt wurde.
Der Asteroid wurde am 8. August 1998 nach dem japanischen Molekularbiologen und Immunologen Susumu Tonegawa (* 1939) benannt, der 1987 für seine Entdeckung der genetischen Grundlage für das Entstehen des Variationsreichtums der Antikörper den Nobelpreis für Medizin erhielt.